# Campeonato Mundial de Atletismo em Pista Coberta de 2008 - 1500 m masculino
A competição dos 1500 metros masculino do Campeonato Mundial de Atletismo em Pista Coberta de 2008, foi disputado no Palácio-Velódromo Luis Puig, em Valência.

## Medalhistas
| Ouro                   | Prata                          | Bronze                    |
| Deresse Mekonnen (ETH) | Daniel Kipchirchir Komen (KEN) | Juan Carlos Higuero (ESP) |

## Resultados

### Eliminatória
| Bateria | Faixa | Atleta                   | Nacionalidade  | Tempo      | Notas |
| ------- | ----- | ------------------------ | -------------- | ---------- | ----- |
| 1       | 1     | Deresse Mekonnen         | Etiópia        | 3:39.74    | Q     |
| 1       | 2     | Nicholas Willis          | Nova Zelândia  | 3:40.66 PB | Q     |
| 1       | 3     | Carsten Schlangen        | Alemanha       | 3:41.54    |       |
| 1       | 4     | Michael East             | Reino Unido    | 3:41.68    |       |
| 1       | 5     | Belal Mansoor Ali        | Bahrein        | 3:41.91    |       |
| 1       | 6     | James Nolan              | Irlanda        | 3:42.12    |       |
| 1       | 7     | Christian Obrist         | Itália         | 3:45.46    |       |
| 1       | 8     | Guillaume Éraud          | França         | 3:46.11    |       |
| 1       | 9     | David Freeman            | Porto Rico     | 3:51.35    |       |
| 1       | 10    | Sergey Pakura            | Quirguistão    | 3:57.28 SB |       |
| 2       | 1     | Daniel Kipchirchir Komen | Quênia         | 3:39.07    | Q     |
| 2       | 2     | Juan Carlos Higuero      | Espanha        | 3:39.46    | Q     |
| 2       | 3     | Youssef Baba             | Marrocos       | 3:39.89    | q     |
| 2       | 4     | Rob Myers                | Estados Unidos | 3:41.73    |       |
| 2       | 5     | Christoph Lohse          | Alemanha       | 3:42.25    |       |
| 2       | 6     | Sergey Ivanov            | Rússia         | 3:43.88    |       |
| 2       | 7     | Abubaker Ali Kamal       | Catar          | 3:45.95    |       |
| 2       | 8     | Mircea Bogdan            | Roménia        | 3:55.32 PB |       |
| 2       | 9     | Maung Chet               | Myanmar        | 4:04.65 NR |       |
| 2       |       | Kamal Boulahfane         | Argélia        | DNF        |       |
| 2       |       | James McIlroy            | Reino Unido    | DNF        |       |
| 3       | 1     | Mekonnen Gebremedhin     | Ethiopia       | 3:37.16    | Q     |
| 3       | 2     | Suleiman Kipses Simotwo  | Quênia         | 3:37.23    | Q     |
| 3       | 3     | Rashid Ramzi             | Bahrein        | 3:37.31 PB | q     |
| 3       | 4     | Arturo Casado            | Espanha        | 3:40.99    | q     |
| 3       | 5     | Abdelkader Hachlaf       | Marrocos       | 3:42.26    |       |
| 3       | 6     | Thamer Kamal Ali         | Catar          | 3:44.17    |       |
| 3       | 7     | Russell Brown            | Estados Unidos | 3:47.19    |       |
| 3       | 8     | Mounir Yemmouni          | França         | 3:48.26    |       |
| 3       | 9     | Pablo Solares            | México         | 3:48.78    |       |
| 3       | 10    | Ajmal Amirov             | Tajiquistão    | 3:57.47 SB |       |
| 3       | 11    | Kemal Koyuncu            | Turquia        | 3:57.70 PB |       |

### Final
| Classificação     | Atleta                   | Nacionalidade | Tempo   |
| ----------------- | ------------------------ | ------------- | ------- |
| Medalha de ouro   | Deresse Mekonnen         | Etiópia       | 3:38.23 |
| Medalha de prata  | Daniel Kipchirchir Komen | Quênia        | 3:38.54 |
| Medalha de bronze | Juan Carlos Higuero      | Espanha       | 3:38.82 |
| 4                 | Arturo Casado            | Espanha       | 3:38.88 |
| 5                 | Rashid Ramzi             | Bahrein       | 3:40.26 |
| 6                 | Mekonnen Gebremedhin     | Etiópia       | 3:40.42 |
| 7                 | Suleiman Kipses Simotwo  | Quênia        | 3:41.04 |
| 8                 | Youssef Baba             | Marrocos      | 3:44.50 |
|                   | Nicholas Willis          | Nova Zelândia | DSQ     |

Legenda
| Recorde mundial       | Recorde mundial (World record)               |                       | Recorde africano                      | Recorde africano (African) |                                           | Q | Classificado por posição (Qualified) |
| Recorde do campeonato | Recorde do campeonato (Championship record)  | Recorde da América    | Recorde da América (Americas)         | q                          | Classificado por melhor tempo (Qualified) |   |                                      |
| Melhor marca do ano   | Melhor marca do ano (World leading)          | Recorde asiático      | Recorde asiático (Asian)              | DNS                        | Não largou (Did not start)                |   |                                      |
| Recorde nacional      | Recorde nacional (National record)           | Recorde europeu       | Recorde europeu (European)            | DNF                        | Não terminou (Did not finish)             |   |                                      |
| Recorde pessoal       | Recorde pessoal do atleta (Personal best)    | Recorde da Oceania    | Recorde da Oceania (Oceania)          | DSQ / DQ                   | Desclassificado (Disqualified)            |   |                                      |
| Recorde da temporada  | Recorde da temporada do atleta (Season best) | Recorde sul-americano | Recorde sul-americano (South America) | NM                         | Sem marca (No mark)                       |   |                                      |